# Cleber Lucas dos Santos
Cleber Lucas dos Santos (n. São Paulo, Brasil, 1 de enero de 1989) es un futbolista brasileño que actualmente juega en el Municipal Liberia de la Segunda División de Costa Rica.

## Clubes
| Club                       | País        | Año  |
| -------------------------- | ----------- | ---- |
| Jaboticabal Atlético       | Brasil      |      |
| Sertaozinho FC             | Brasil      |      |
| Grêmio de Esportes Maringá | Brasil      |      |
| San Carlos                 | Costa Rica  |      |
| CD Dragón                  | El Salvador | 2014 |
| Municipal Liberia          | Costa Rica  | 2021 |